# John Leonard (curlingspelare)
John Kerwin Leonard, född 29 december 1871 i staden Québec, död där 30 april 1944, var en kanadensisk curlingspelare. Han var med i laget som kom delad tvåa i uppvisningsgrenen curling i de olympiska vinterspelen 1932 i Lake Placid.